# 延慶寺 (五台県)
延慶寺（えんけいじ）は、中華人民共和国山西省忻州市五台県陽白郷にある仏教寺院。

## 歴史
延慶寺は金代（1115年 - 1234年）に建立された。
2001年、中華人民共和国国務院は延慶寺を全国重点文物保護単位に認定した。